# Тинсукия
Тинсукия (ассам. তিনিচুকীয়া, англ. Tinsukia) — город на востоке индийского штата Ассам. Административный центр округа Тинсукия.

## География
Расположен в 480 км к северо-востоку от Гувахати и в 84 км от границы со штатом Аруначал-Прадеш. Абсолютная высота — 115 метра над уровнем моря.

## Климат
Климат характеризуется как влажный тропический. Летний максимум: 31°С, минимум: 24°С; зимний максимум: 24°С, минимум: 11°С. Период муссонов продолжается с июня по сентябрь.

## Население
По данным на 2013 год численность населения составляет 99 507 человек.
Динамика численности населения города по годам:
| 1991   | 2001   | 2013   |
| ------ | ------ | ------ |
| 73 918 | 85 563 | 99 507 |

## Транспорт
Ближайший аэропорт находится в городе Дибругарх (около 40 км от Тинсукия), принимает рейсы из Гувахати, Дели и Калькутты. Также имеется дорожное и железнодорожное сообщение.

## Галерея

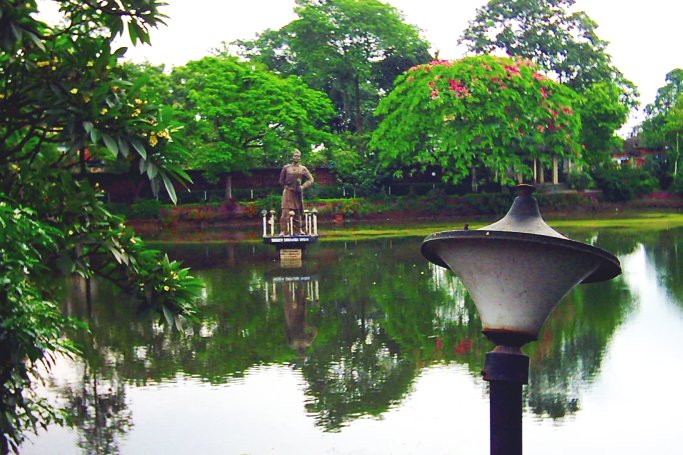
Вид Тиникунии Пухури
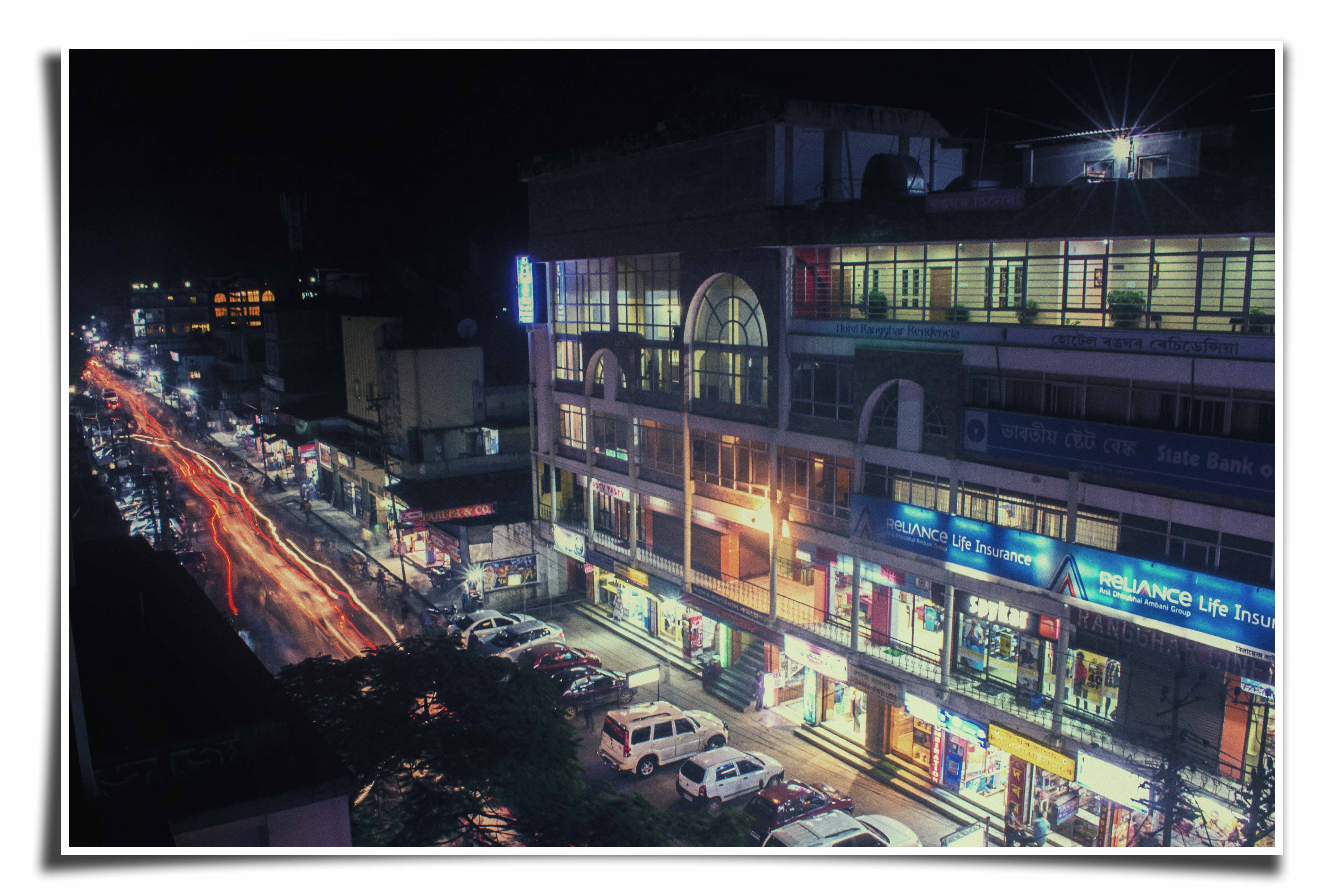
Вид комплекса GNB Road и Ranghar
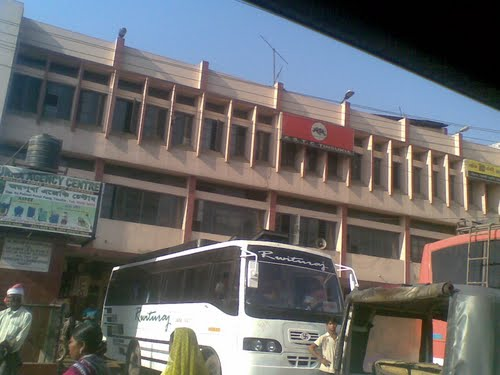
Автобусная остановка ASTC
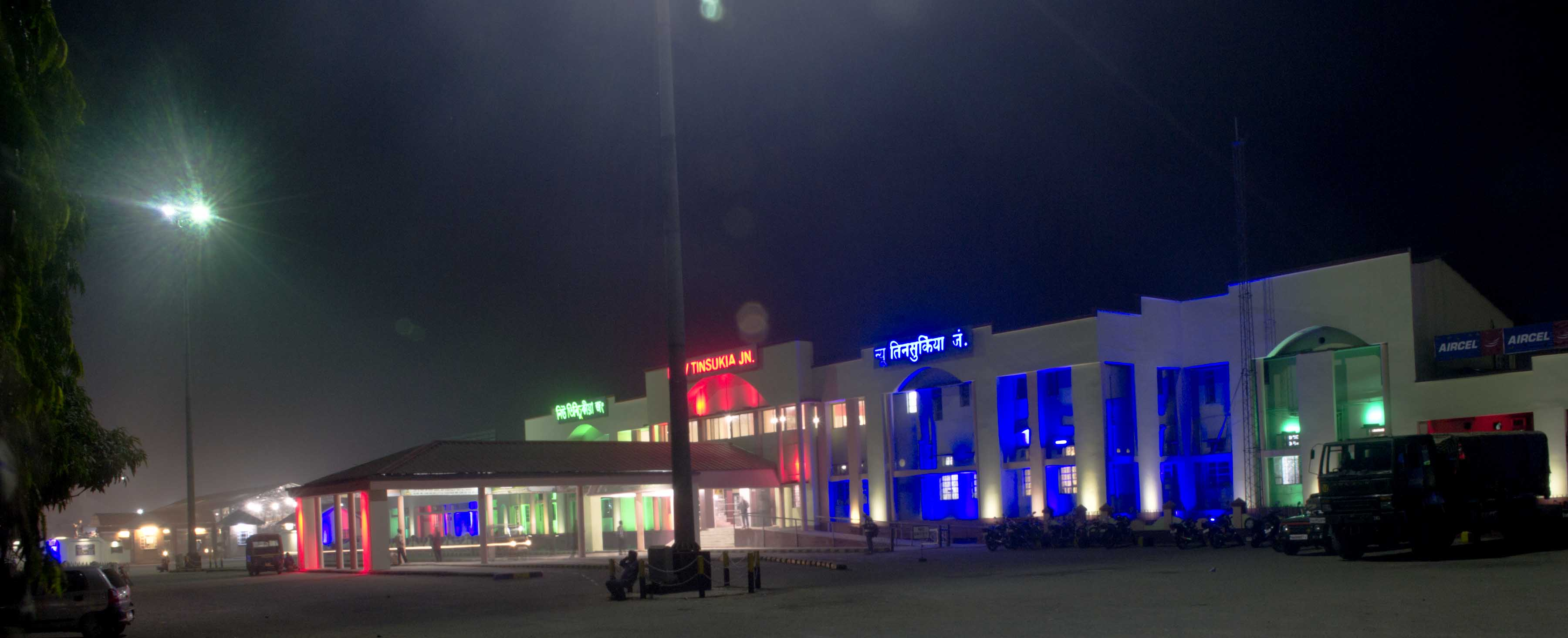
Вид на новый железнодорожный узел Тинсуя в ночное время
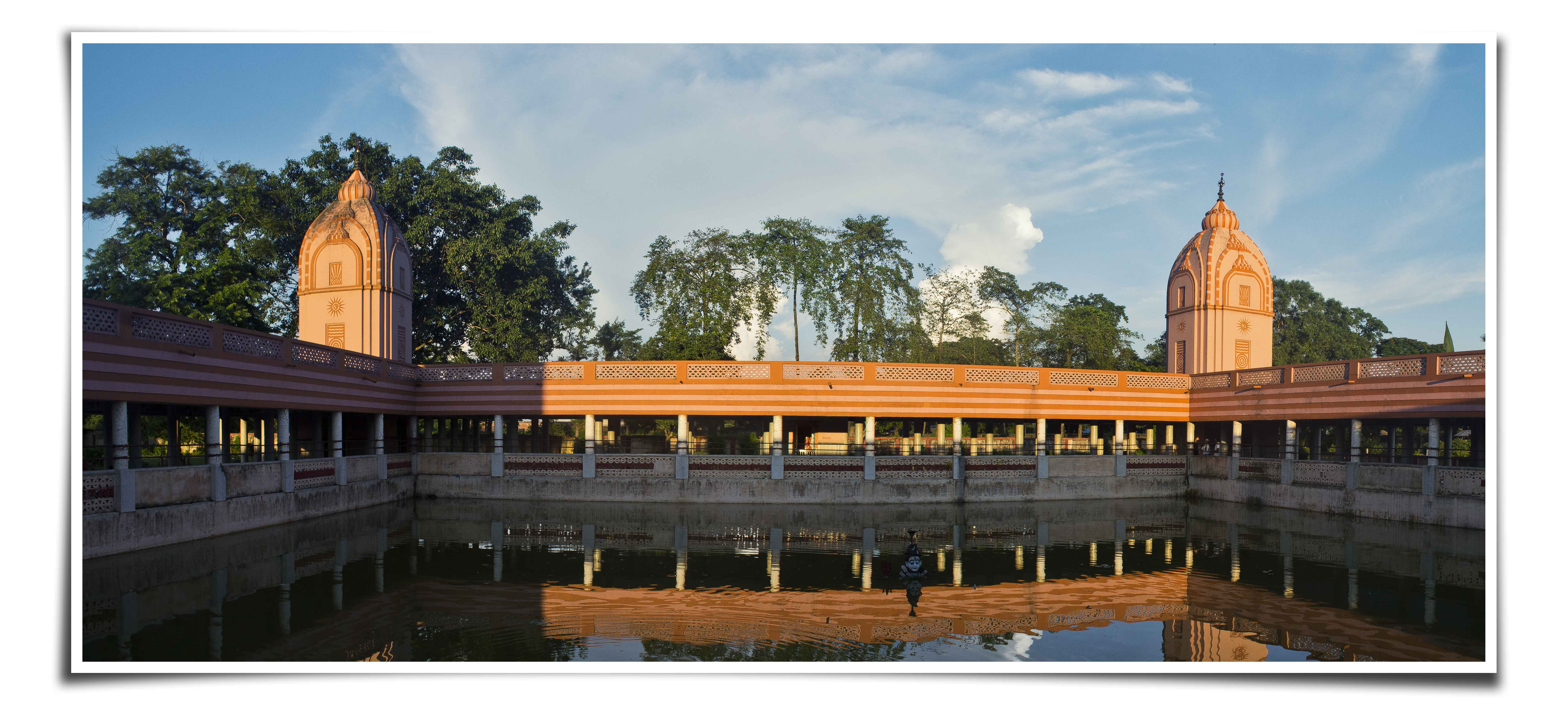
Вид на Шива Дхам
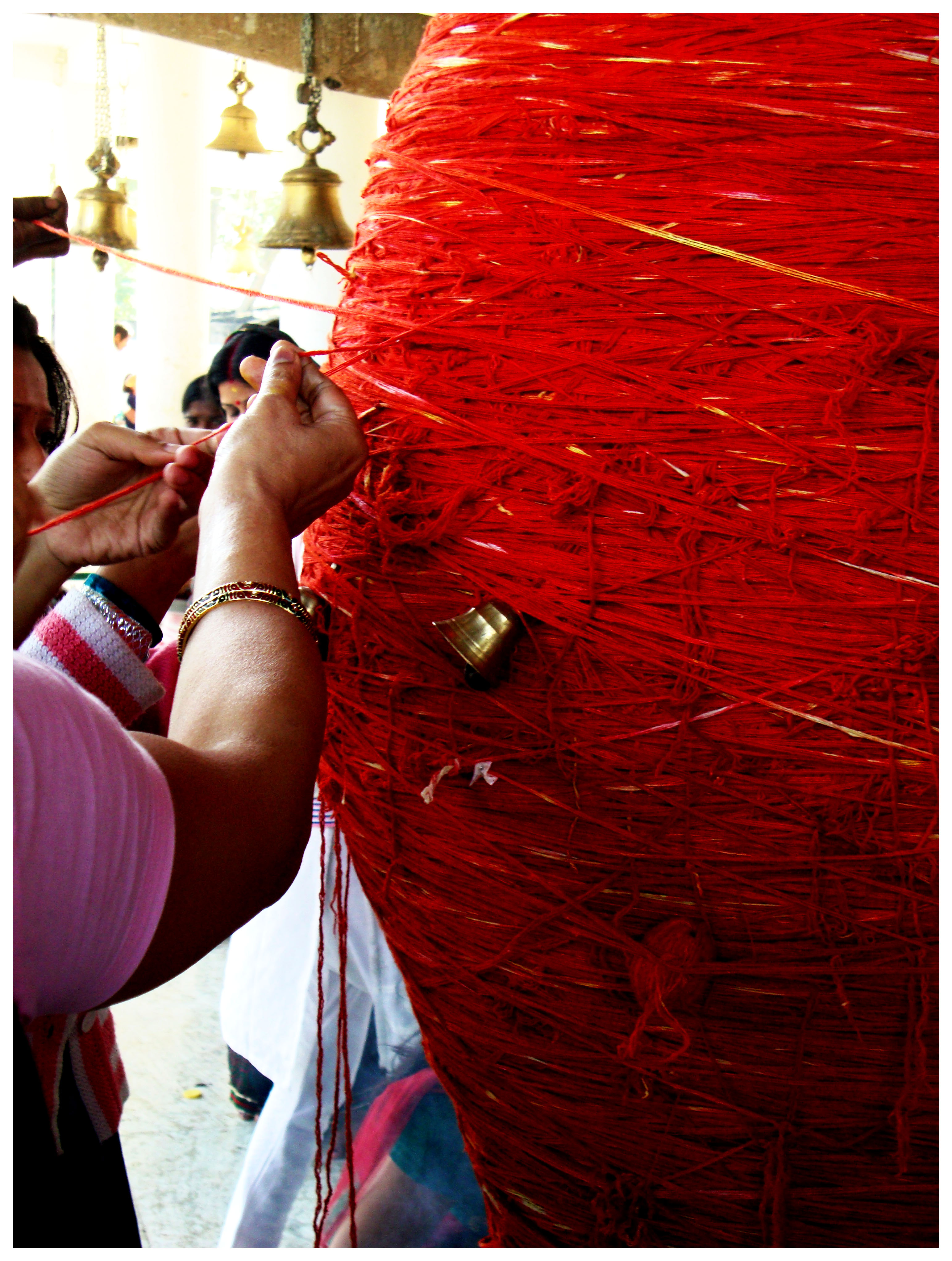
Тилинга Мандир
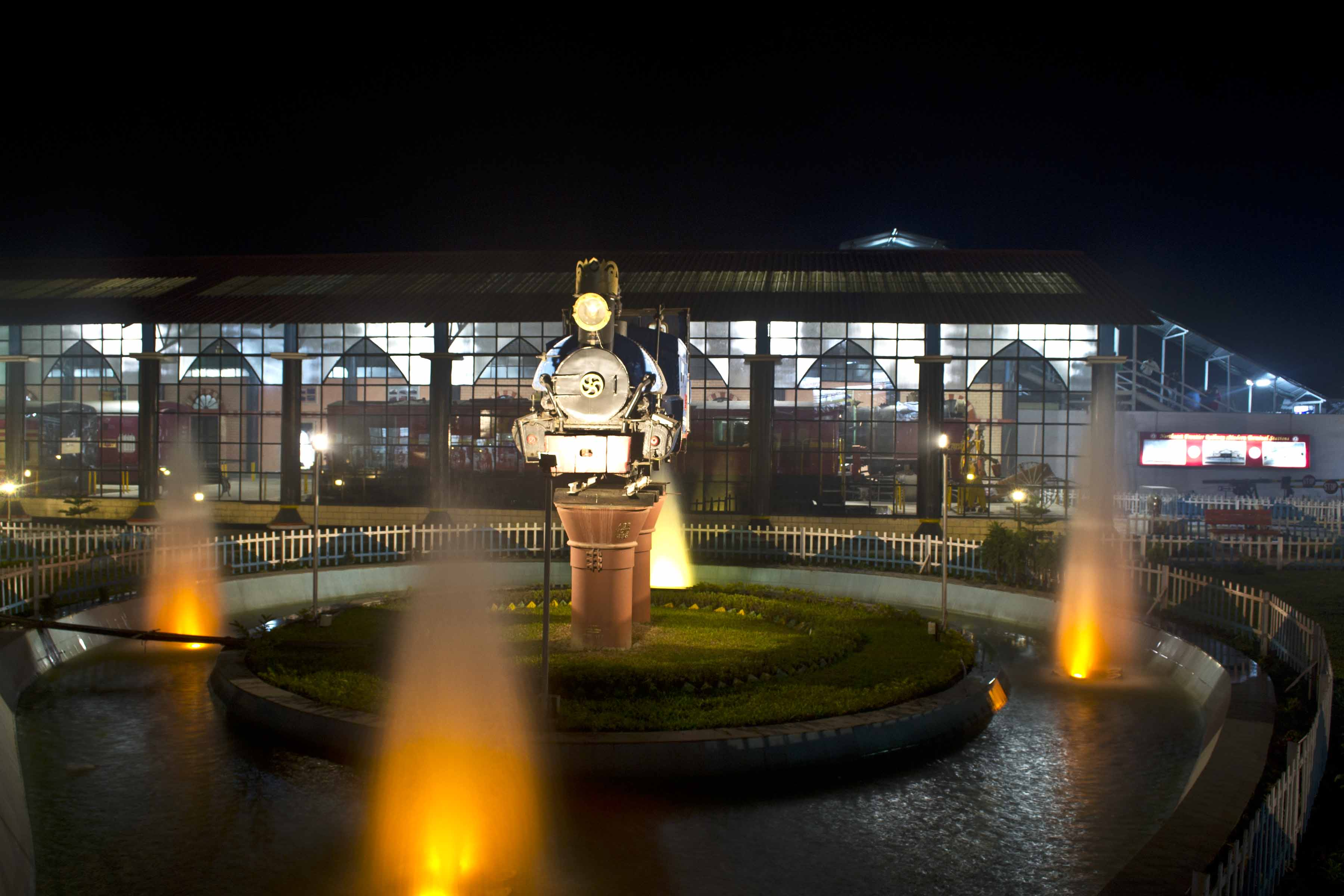
Вид на парк наследия железной дороги Тинсукия
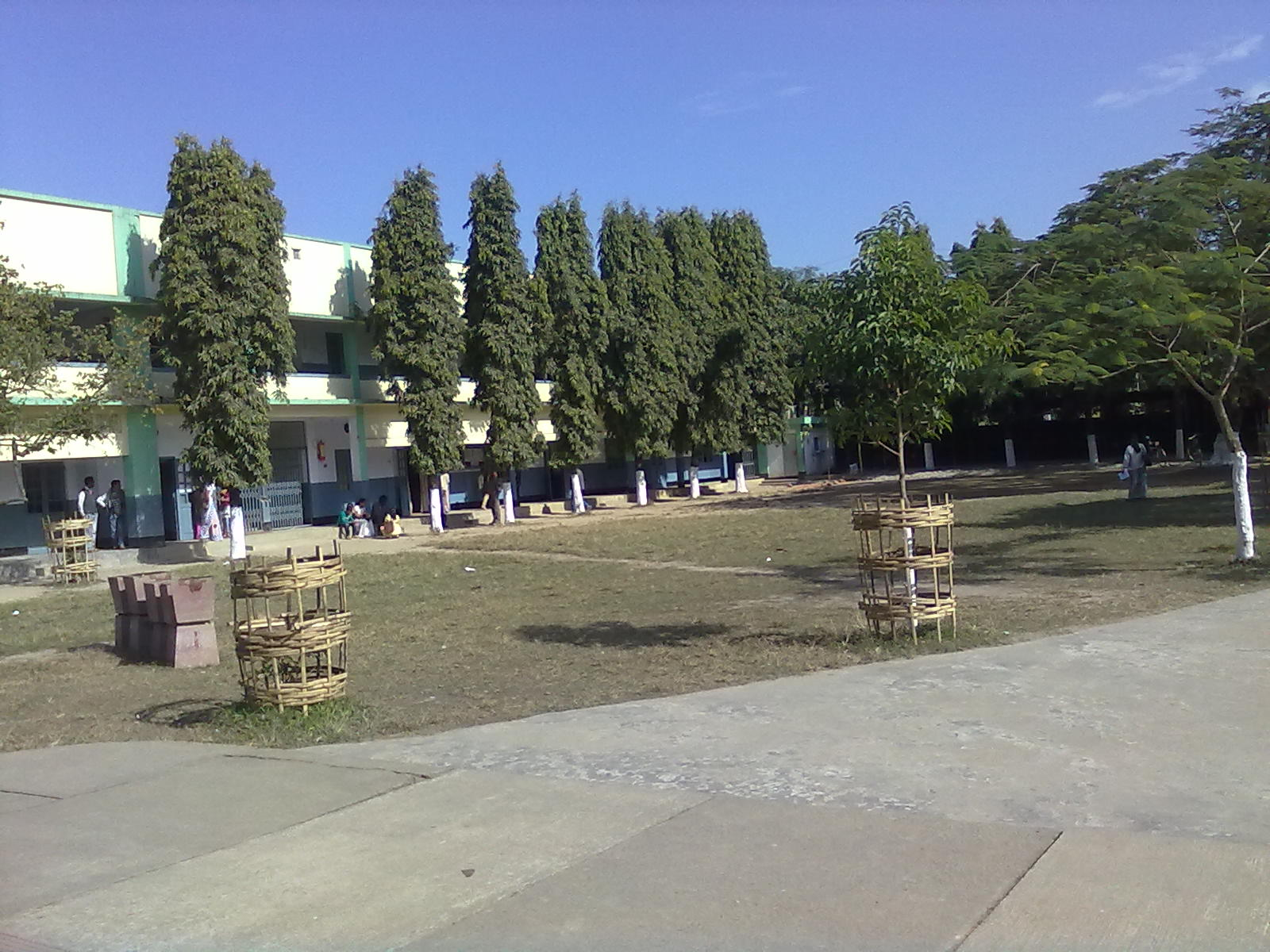
Средняя школа Дон Боско
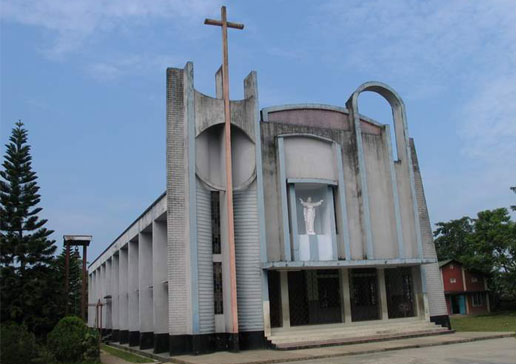
Церковь в средней школе Дона Боско
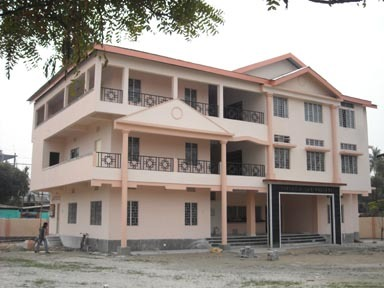
Вид на юридический колледж Тинсукия
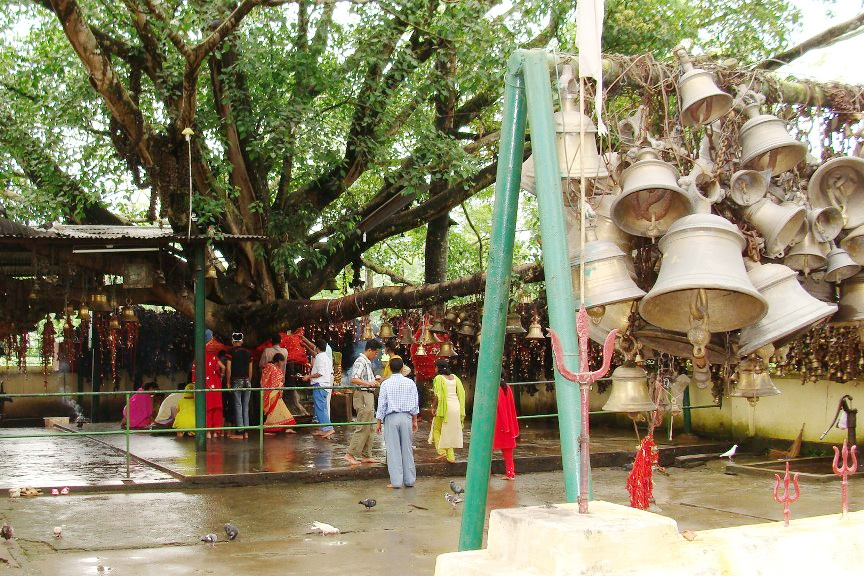
Вид на Тилингу Мандир
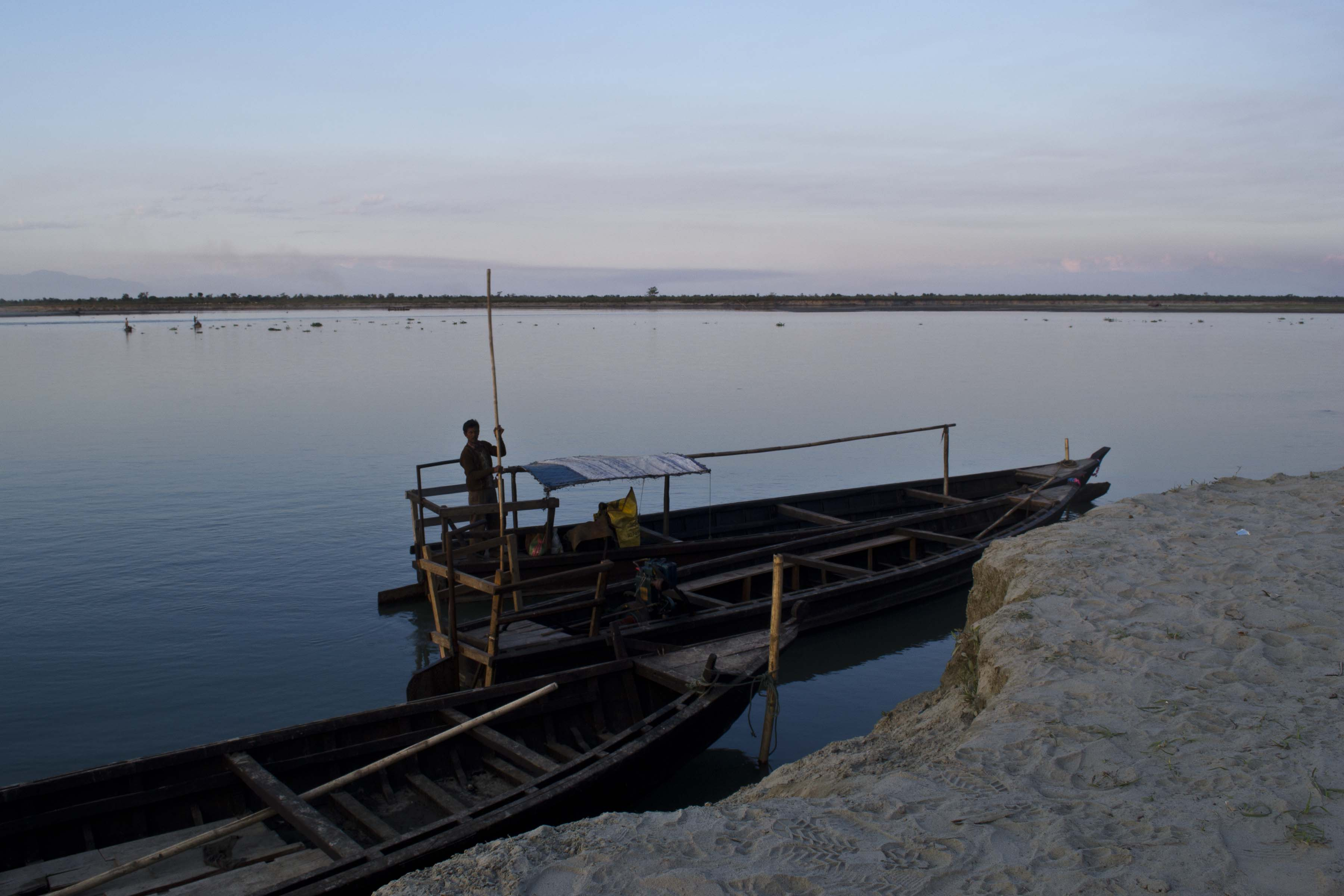
Вид на реку Дибру
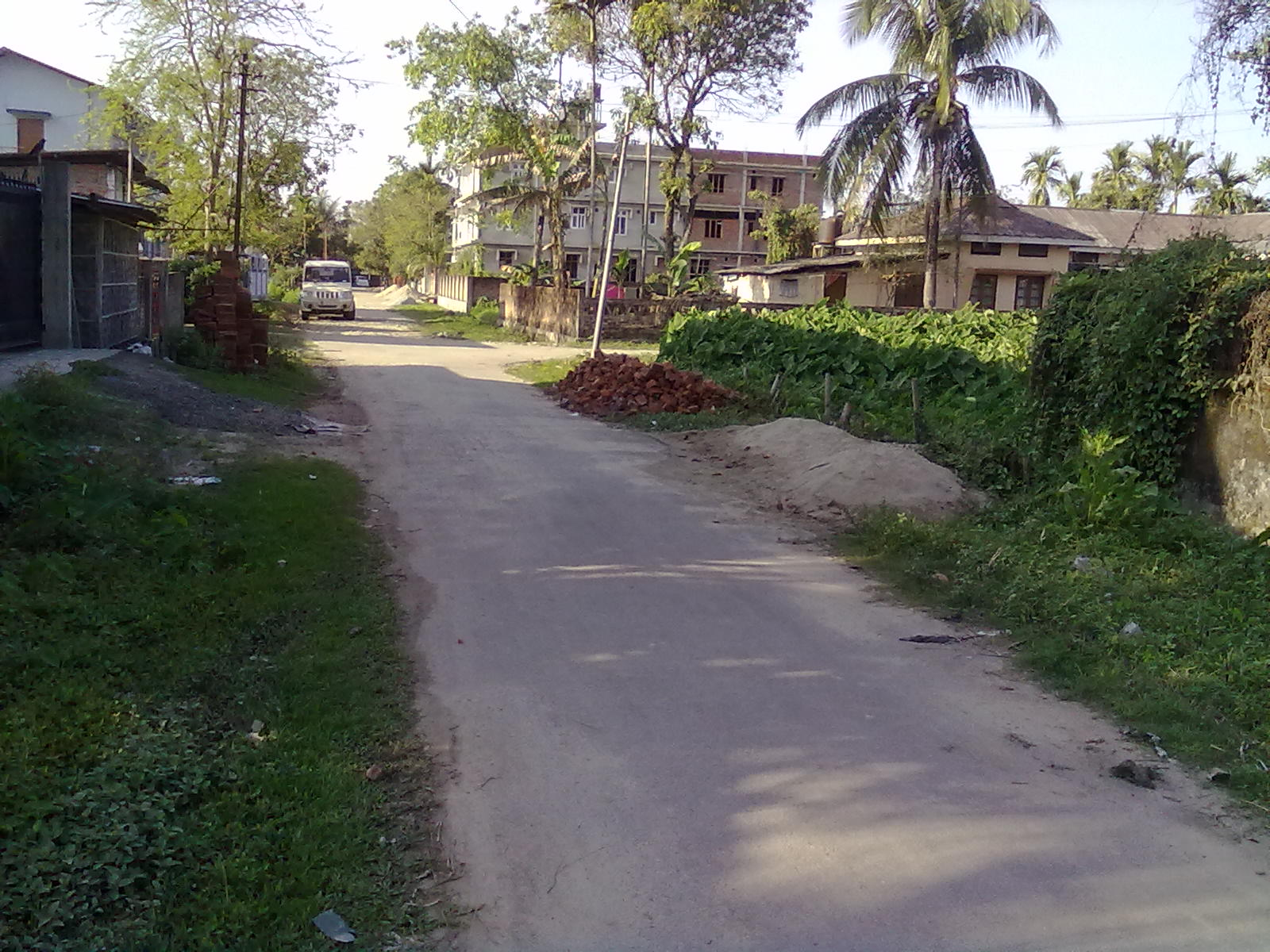
Местность в Тинсукия